# 庄俊
莊俊（1888年6月6日—1990年4月25日），原籍浙江宁波，生于上海縣，中国建筑师。

## 生平
庄俊幼年丧父，1908年考入唐山路矿学堂，1910年考取庚款留美，就读于伊利诺大学建筑工程系，1914年毕业回国，任清华学校讲师兼驻校建筑师，协助亨利·墨菲进行校区规划和设计。1923年赴纽约哥伦比亚大学进修，次年回国。
1925年，庄俊在上海创办庄俊建筑师事务所。1927年组织发起中国建筑师学会，被推选为第一任会长。1950年任北京交通部华北建筑工程公司（中央建筑设计院）总工程师。1954年调往上海华东工业建筑设计院，1958年退休。1990年4月25日，庄俊在上海复兴西路寓所去世，享年102岁。
庄俊擅长新古典主义建筑的设计，在上海、汉口、青岛等地均留下了建筑作品，其中多数为银行建筑，包括：上海金城银行（1928年）、中南银行、大陆商场（今东海大楼，1932年）；汉口金城银行、大陆银行；青岛交通银行等。他的早期作品为西方古典风格，到1932年设计大陆商场时，风格开始趋向简洁。
与之同时代的建筑评论家曾这样评论庄俊的作品：“盖古典派建筑，如中国之骈体文，稍有离题，即画虎类犬，且其雕塑、柱头、花线等，均足以耗金费时，故建筑家多有避之者。庄建筑师不避繁难，是其勇敢处，不惮物议，是其果决处，均非常人所能及。”
著作有《英汉工程建筑名词》（1964年）。

## 作品
- 济南交通银行（1925）
- 上海金城银行（1928年），上海市黄浦区江西中路200号，今交通银行，上海市文物保护单位、第一批上海市优秀历史建筑
- 汉口金城银行（1930年），武汉市江岸区中山大道保华街2号，武汉市优秀历史建筑
- 青岛交通银行（建于1929-1931年），山东省青岛市市南区中山路93号，山东省文物保护单位
- 大连交通银行（1930）
- 汉口大陆银行（1931）
- 上海大陆商场（今东海大楼，1931-1932年），上海市黄浦区南京东路353号，上海市优秀历史建筑
- 上海交通大学总办公厅（容闳堂，1933年），上海市徐汇区华山路
- 财政部国库（1935）
- 上海孙克基妇产科医院（1935）
- 上海四行大楼，上海市虹口区四川北路1274-1290号，上海市优秀建筑
- 南京盐业银行（1935）
- 徐州交通银行（1936）

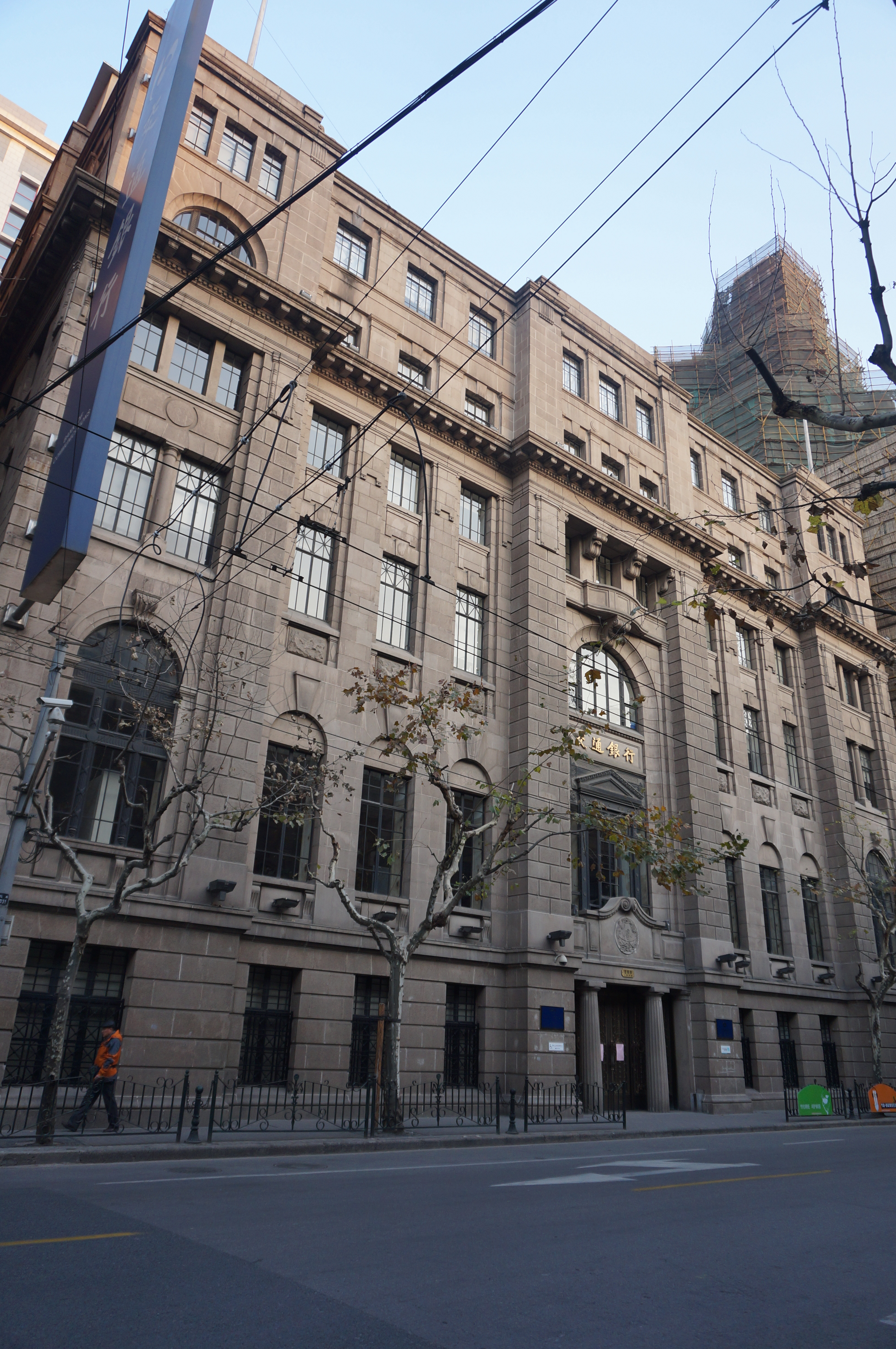
上海金城银行
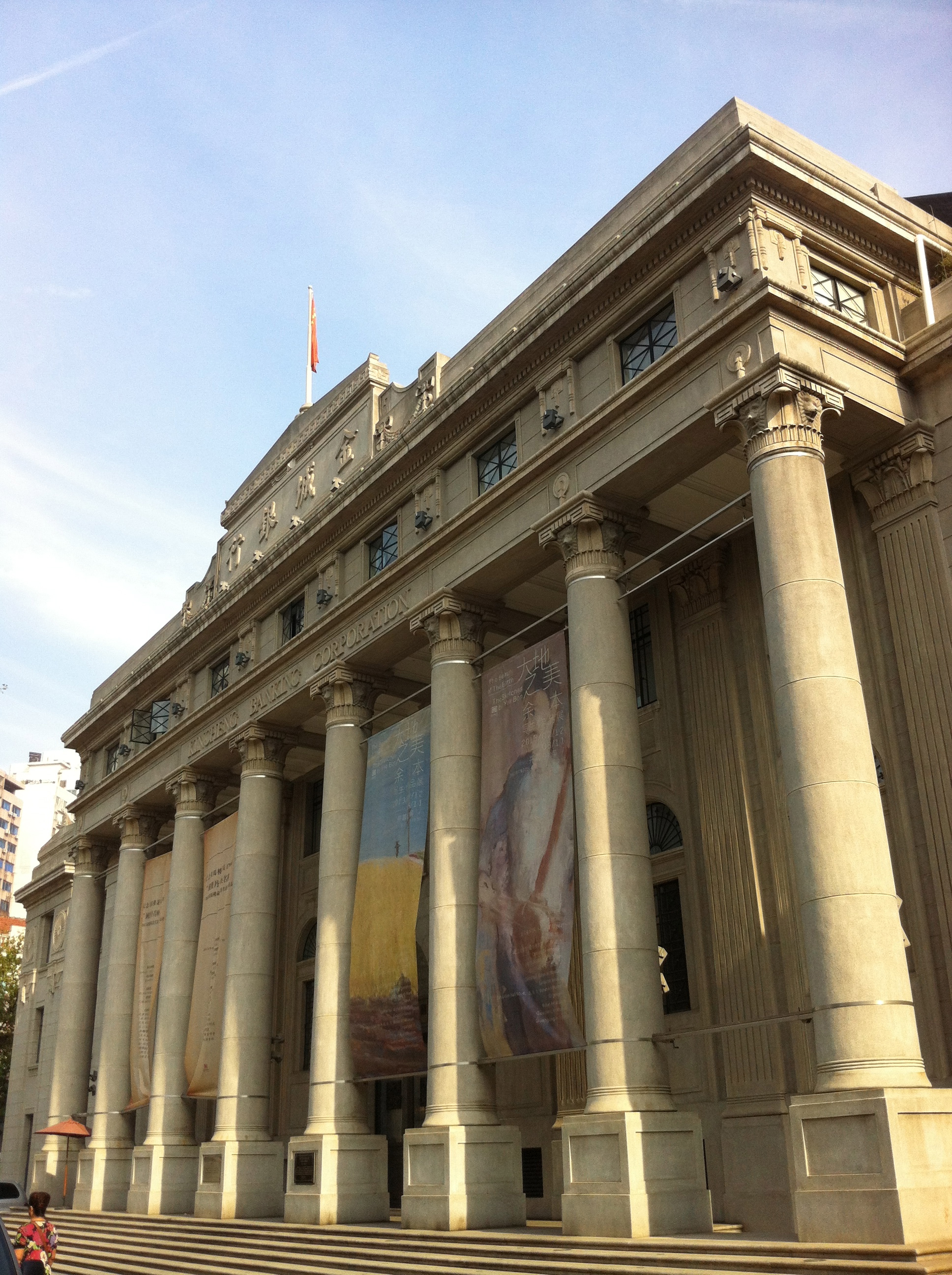
汉口金城银行
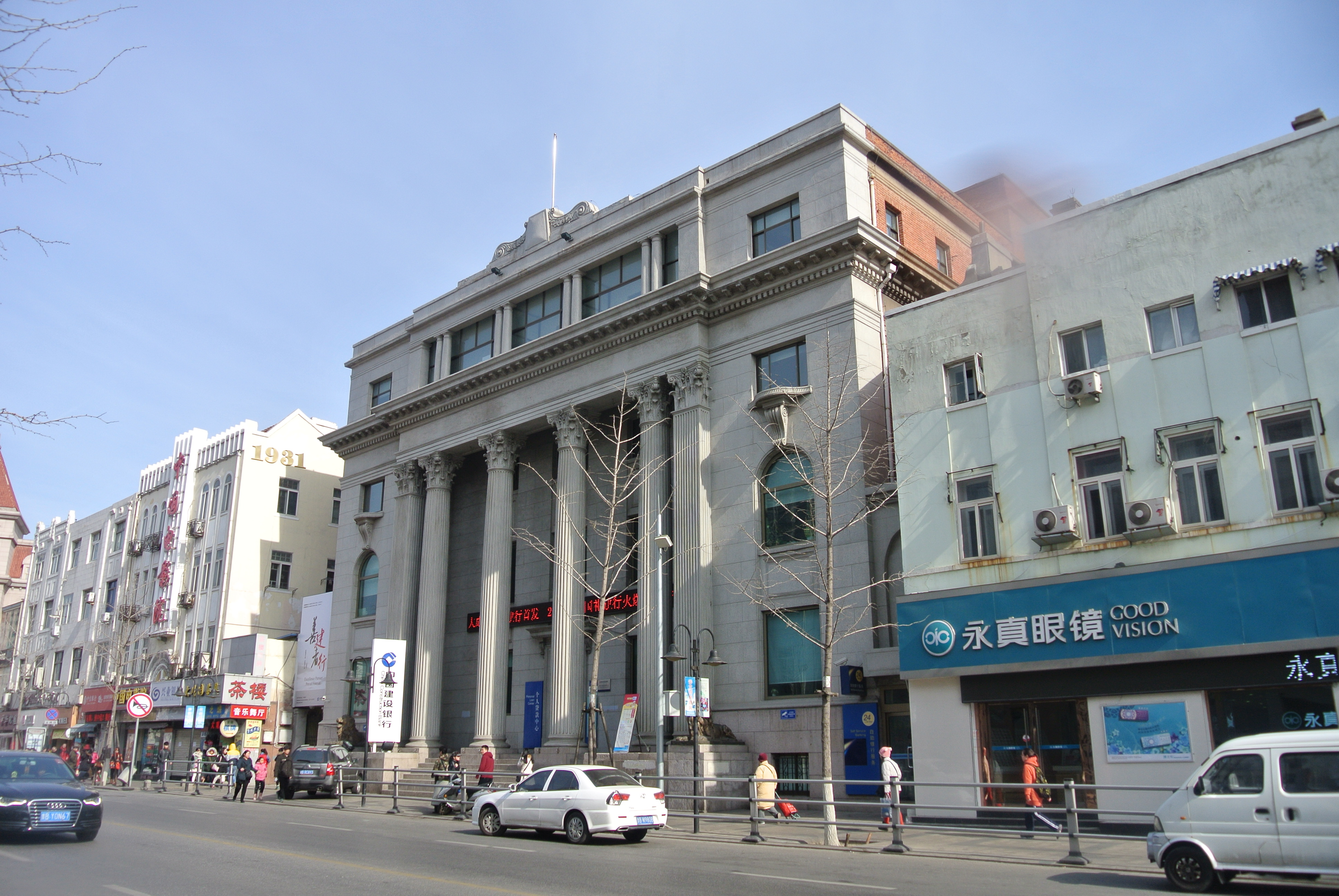
青岛交通银行
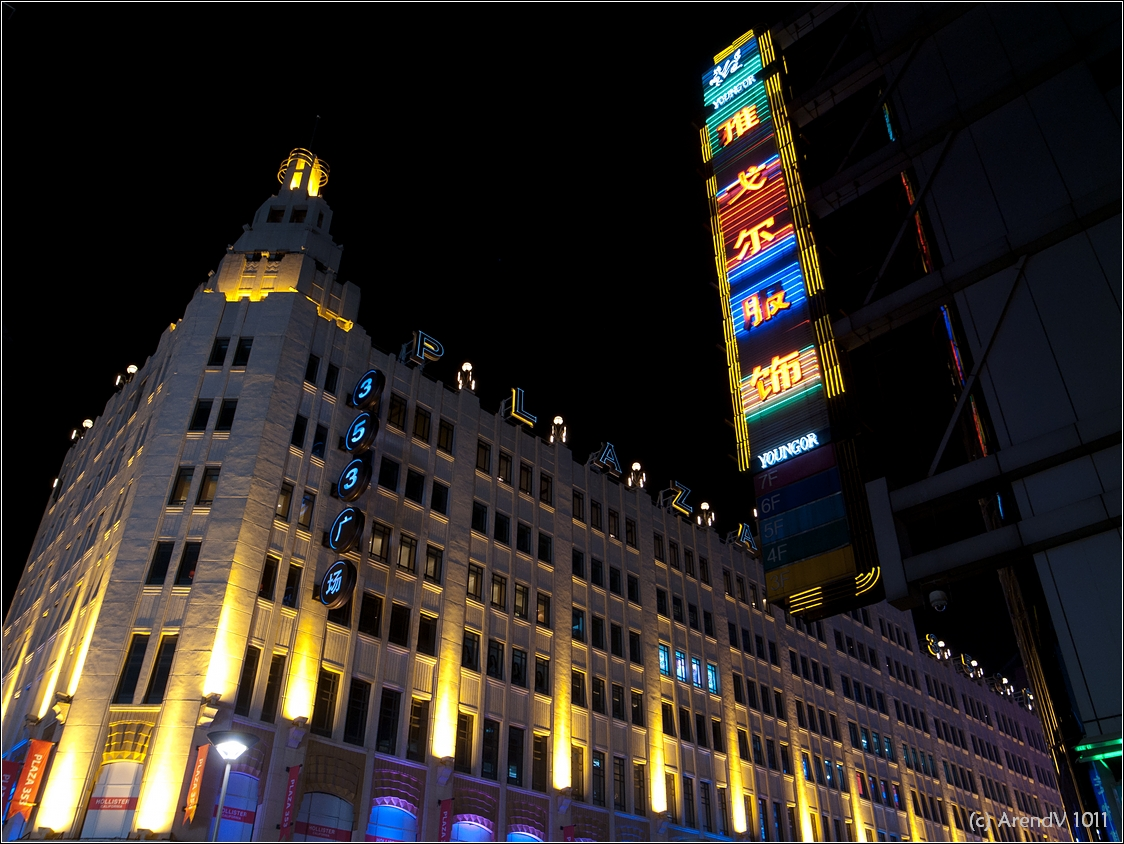
上海大陆商场
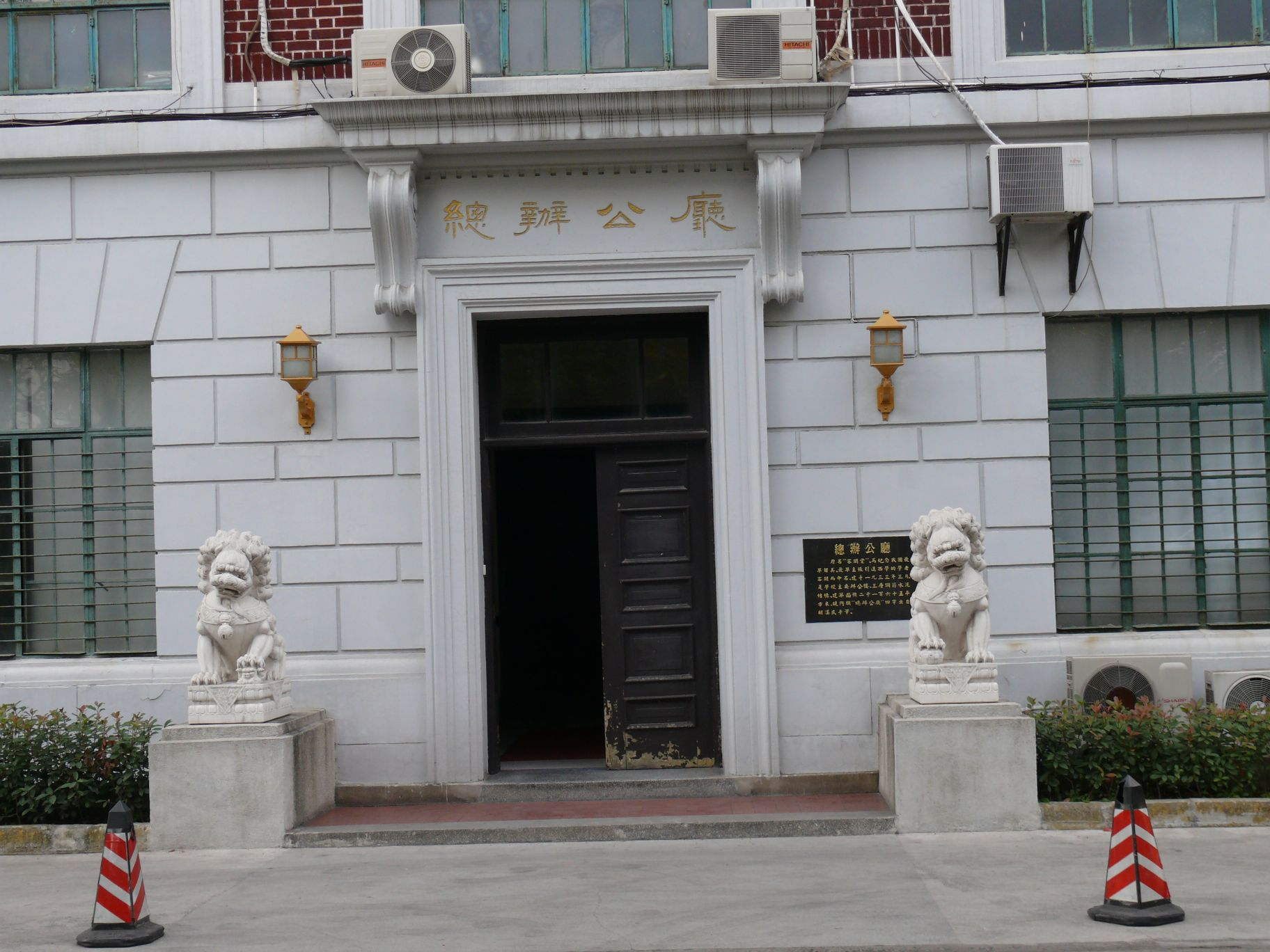
交通大学总办公厅入口